# Dunnage Island
Dunnage Island är en ö i Kanada.   Den ligger i provinsen Newfoundland och Labrador, i den östra delen av landet, 1 600 km öster om huvudstaden Ottawa. Arean är 10,7 kvadratkilometer.
Terrängen på Dunnage Island är platt. Öns högsta punkt är 60 meter över havet. Den sträcker sig 6,3 kilometer i nord-sydlig riktning, och 4,0 kilometer i öst-västlig riktning.
I omgivningarna runt Dunnage Island växer i huvudsak blandskog. Runt Dunnage Island är det mycket glesbefolkat, med 2 invånare per kvadratkilometer.